# Crassula perfoliata
Crassula perfoliata és una planta suculenta nativa de Sud-àfrica i que pertany a la família de les Crassulaceae i al gènere Crassula. Les plantes d'aquest gènere estan molt valorats pel seu ús ornamental i pel col·leccionisme de suculentes. S'han convertit en les protagonistes de jardins tant de Sud-àfrica com d'altres països. Són plantes que els agrada l'ombra i formen una bonica visió com no ho fan d'altres espècies del gènere. Tenen una aparença compacta, uniforme i ordenada que tant els agrada a paisatgistes com a jardiners. Són plantes longeves i responen molt bé a la poda.
Crassula perfoliata var. minor és una suculenta que floreix a l'estiu amb fulles en forma de falç de colors grisenc verds i flors de color vermell atractiu. És fàcil de conrear a partir d'esqueixos o llavors.

## Estat de conservació
No es troba sovint i té una distribució limitada.

## Descripció

### Port
C. perfoliata presenta un port erecte, escassament ramificat, és suculenta, perenne, fins aproximadament 0,5 m d'alçada quan està en flor, sovint cada vegada més gran per separat.

### Fulles
Les fulles tenen forma de falç, suculentes, fermes, fins a 90 x 28 mm, disposades en files oposades, comprimides lateralment, els extrems són roms ascendents. Són de color verd grisenc, sovint amb marques de color vermell, la seva superfície està coberta de papil·les arrodonides nanes i els marges de les fulles estan armats amb dents diminutes. Les fulles més velles són persistents en les branques.

### Flors
Presenten moltes flors petites densament disposades en una inflorescència arrodonida en un peduncle allargat fins a 100 mm d'alt. El color vermell brillant o rosa de les flors tubulars també pot virar a gairebé blanques, poden fer fins a 7 mm de llarg. Les llavors són molt petites.

## Distribució i hàbitat
C. perfoliata creix en els afloraments rocosos, en les prades i als penya-segats inaccessibles, en valls dels rius on està ben protegida. La planta també està ben establerta en el cultiu (conservació ex situ) i és conreat per productors de plantes suculentes a tot el món. Es limita a afloraments de pedra arenisca de quarsita (rarament esquist), des de les Muntanyes Groot Winterhoek i Port Elizabeth, al sud de Umtata al nord-est. Les plantes creixen solitàries o en petits grups en els penya-segats. La temperatura màxima mitjana diària en la superfície és de 25 ° C i la mínima mitjana diària del voltant de 10 ° C. Els hiverns són més freds, però la gelada és una raresa o absent. Les precipitacions es produeixen durant l'hivern i l'estiu, i oscil·la de 400 a 500 mm anuals. Altres Suculentes associades en el seu hàbitat inclouen: Cyrtanthus sanguineus, Gasteria glomerata, Haworthia gracilis var. picturata,H. viscosa, Cotyledon orbiculata, Crassula rupestris i Adromischus cristatus. Les plantes creixen a una altitud de 250-1000 m en Fynbos o Albany Thicket Biome.

## Taxonomia
1. El nom Crassula és el diminutiu llatí de Craso, gruixuda, en referència a les fulles engruixudes de molts membres del gènere.
2. L'epítet específic (perfoliata, 'per' a través de les fulles i 'Folia') al·ludeix a les bases de les fulles que envolten la tija i com aquesta sembla passar-hi pel mig de la seva substància. El nom de la varietat indica que les plantes són més petites que en les altres varietats. Crassula perfoliata va ser nomenat per Carl von Linné en 1753. La var. minor va ser nomenat pel conegut estudiant de suculentes Adrian Haworth a 1821 (Gran Bretanya) que va fer créixer les plantes d'una font desconeguda.[3]